# 29737 Norihiro
29737 Norihiro è un asteroide della fascia principale. Scoperto nel 1999, presenta un'orbita caratterizzata da un semiasse maggiore pari a 2,7603859 UA e da un'eccentricità di 0,0923779, inclinata di 9,61195° rispetto all'eclittica.